# Парселас Вијехас Борикен Комунидад (Порторико)
Парселас Вијехас Борикен Комунидад (шп. Parcelas Viejas Borinquen comuni) град је у америчкој острвској територији Порторико, острвској држави Кариба.

## Демографија
По попису из 2010. године број становника је 677.
| Група             | 2000.    | 2010.       |
| Белци             | 0 (0,0%) | 0 (0,0%)    |
| Афроамериканци    | 0 (0,0%) | 99 (14,6%)  |
| Азијати           | 0 (0,0%) | 0 (0,0%)    |
| Хиспаноамериканци | 0 (0,0%) | 675 (99,7%) |
| Укупно            | 0        | 677         |